# 立松大和
立松 大和（たてまつ ひろかず、1976年7月17日 - ）は、名古屋テレビ放送（メ〜テレ）の元アナウンサー。愛知県名古屋市出身。血液型B型。あま市立七宝中学校、愛知県立五条高等学校、成蹊大学文学部文化学科卒業。

## 来歴
大学卒業後、1999年4月に名古屋テレビに入社。以来、本社で4年間アナウンサーを務めていたが、2003年7月に東京支社へ転勤することになり、メ〜テレ制作日曜朝7時枠のアニメの編成を担当していた。現在は再び本社に戻り、報道局に所属している。

## 過去の担当番組
- コケコッコー
- 情報ライブ トゥー・ユー!
- TVファクトリー
- 名古屋テレビニュース
- ニュースTRYあんぐる → TRYあんぐる（『東海256景立松の旅』リポーター）
- Let's ドン・キホーテ
- メ〜テレワイド スーパーJチャンネル
- 飛翔の刻〜MRJの10年〜